# 康世耀
康世耀（1527年—？），字子潛，大寧都司保定中衛官籍，直隸保定府完縣人，明朝政治人物。

## 生平
嘉靖二十八年（1549年）己酉科順天鄉試第一百十四名舉人，嘉靖二十九年（1550年）中式庚戌科會試第二百八十一名，三甲第一百八十七名進士。授吳縣知縣。

## 家族
曾祖康有能；祖父康旺；父康馴，母冀氏。重庆下。